# Sevel
Sevel er en landsby i det nordlige Vestjylland med 497 indbyggere  (2024). Sevel er beliggende seks kilometer øst for Vinderup. Der er 19 kilometer til Skive, 21 kilometer til Struer og 22 kilometer til Holstebro.
Byen ligger i Region Midtjylland og hører til Holstebro Kommune. Sevel er beliggende i Sevel Sogn, og i Sevel ligger sognets kirke, Sevel Kirke. Der er også et slagteri med 17 ansatte.